# 异硫氰酸
异硫氰酸（英語：isothiocyanic acid），化学式H–N=C=S，与硫氰酸（H–S–C≡N）是同分异构体。它是一种熟知的星际分子，首次通过微波谱在人马座B2的气体云中观测到。它的单晶结构通过在[Ph4P][NCS]·HNCS（Ph为苯基）的测试中获得。